# Rhynchotus
Rhynchotus je rod ptica iz porodice tinamuovki. Ima dvije vrste koje žive u Južnoj Americi. 
Veliki su oko 40 cm i teške oko 800 grama. Žive uglavnom u savanama i poljima žitarica. Imaju kratak rep i meko perje. Kljun im je dosta dug. Populacija im je stabilna.